# Граффенрид, Туло де
Барон Эмануэль Лео Людвиг (Туло) де Граффенрид (нем. Toulo de Graffenried; родился 18 мая 1914, в Париже, Франция; умер 22 января 2007, в Лонэ, Швейцария) — швейцарский автогонщик, пилот Формулы-1. Он принял участие в 23 зачётных Гран-при чемпионата мира, не выиграв ни одного. Его лучший финиш — 4-е место на Гран-при Бельгии 1953 года. При этом он выиграл Гран-при Великобритании 1949 года, который прошёл за год до старта первого чемпионата мира Формулы-1.

## Биография
Барон Эмануэль Лео Людвиг (Туло) де Граффенрид (нем. Toulo de Graffenried) родился 18 мая 1914, в Париже, Франция, он был из богатой семьи, которая была очень известна в Швейцарии. Его род идет с 1270 года. Родителями де Граффенрида были Ирма Стерн (1883—1973) и швейцарский барон Лев (Леон) де Граффенрид (1870—1937). Отец отца был также известен как Эмануэль. Отца матери звали звали Луи Стерн, он был основателем сети магазинов вместе со своими братьями. Жену Туло де Граффенрида звали Эльза Таччинин.
Де Граффенрид учился в школе-пансионате Institut Le Rosey. С ним в одной группе учились знаменитые люди, в частности будущий шах Ирана Мохаммед Реза Пехлеви.

## Спортивная карьера

### Начало карьеры
В начале 1930-х де Граффенрид гонялся на своем собственном 1,5-литровом Maserati по национальной трассе Бремгартен расположенной недалеко от города Берн в Швейцарии. В 1936 году он участвовал в Милле Милья за команду Alfa Romeo. В период 1937—1939 он гонялся на болидах Maserati, а с 1938 года начал участвовать в гонках Гран-при, которые существовали до появления Формулы-1. Однако регулярно он начал в них участвовать только с 1940 года.

### Послевоенные Гран-при
После войны де Граффенрид вместе с сыном швейцарского мульти-миллионера Кристианом Кауц создал собственную команду "Team Autosport" на машинах Maserati.
В мае 1946 он участвовал в Гран-при Наций на Maserati 4CLT. После 4-го места в первом туре, в финале он занял 5-е место. Де Граффенрид финишировал четвёртым на Гран-при Женевы.

### Результаты в Формуле-1
| Легенда к таблице |                                                                    |
| --- | ------------------------------------------------------------------ |
| В таблице перечислены результаты всех Гран-при Формулы-1, в которых принимал участие гонщик. Строками таблицы являются сезоны, столбцами — этапы чемпионата мира. В каждой клетке указаны сокращённое название этапа и результат, дополнительно обозначенный цветом. Расшифровка обозначений и цветов представлена в нижеследующей таблице. |                                                                    |
| \| Пример \| Описание \| \| ------------ \| ------------------------------------------------------------------ \| \| 1 \| Победитель \| \| 2 \| Второе место \| \| 3 \| Третье место \| \| 5 \| Финишировал, заработав очки \| \| Сход \| Не финишировал, но при этом заработал очки \| \| 12 \| Финишировал, не получив очков \| \| НКЛ \| Финишировал, но не попал в финальную классификацию \| \| 15 \| Участвовал вне зачёта, либо по отдельной классификации \| \| 18 \| Не финишировал, но попал в финальную классификацию \| \| Сход \| Не финишировал \| \| НКВ \| Не прошёл квалификацию \| \| НПКВ \| Не прошёл предквалификацию \| \| ДСК \| Дисквалифицирован \| \| ИСК \| Исключён из протокола соревнований \| \| ТТ \| Заявлен для участия только в тренировках \| \| НС \| Участвовал в квалификации, но не стартовал в гонке \| \| Т \| Травмирован или болен \| \| ОТК \| Отказ от участия \| \| НТР \| Прибыл на соревнования, но на трассу не выезжал \| \| НПР \| Был заявлен в числе участников, но не прибыл к началу соревнований \| \| О \| Соревнования отменены \| \| \| Не участвовал \| \| Поул-позиция \| \| \| Быстрый круг \| \| |                                                                    |
| Пример | Описание                                                           |
| 1 | Победитель                                                         |
| 2 | Второе место                                                       |
| 3 | Третье место                                                       |
| 5 | Финишировал, заработав очки                                        |
| Сход | Не финишировал, но при этом заработал очки                         |
| 12 | Финишировал, не получив очков                                      |
| НКЛ | Финишировал, но не попал в финальную классификацию                 |
| 15 | Участвовал вне зачёта, либо по отдельной классификации             |
| 18 | Не финишировал, но попал в финальную классификацию                 |
| Сход | Не финишировал                                                     |
| НКВ | Не прошёл квалификацию                                             |
| НПКВ | Не прошёл предквалификацию                                         |
| ДСК | Дисквалифицирован                                                  |
| ИСК | Исключён из протокола соревнований                                 |
| ТТ | Заявлен для участия только в тренировках                           |
| НС | Участвовал в квалификации, но не стартовал в гонке                 |
| Т | Травмирован или болен                                              |
| ОТК | Отказ от участия                                                   |
| НТР | Прибыл на соревнования, но на трассу не выезжал                    |
| НПР | Был заявлен в числе участников, но не прибыл к началу соревнований |
| О | Соревнования отменены                                              |
| | Не участвовал                                                      |
| Поул-позиция |                                                                    |
| Быстрый круг |                                                                    |

| Сезон | Команда             | Шасси            | Двигатель             | Ш | 1        | 2        | 3        | 4        | 5      | 6        | 7        | 8        | 9        | Место | Очки |
| ----- | ------------------- | ---------------- | --------------------- | - | -------- | -------- | -------- | -------- | ------ | -------- | -------- | -------- | -------- | ----- | ---- |
| 1950  | Enrico Platé        | Maserati 4CLT/48 | Maserati 4CLT 1,5 L4С | P | ВЕЛ Сход | МОН Сход | 500      | ШВА 6    | БЕЛ    | ФРА      | ИТА 6    |          |          | —     | 0    |
| 1951  | Альфа-Ромео         | Alfa Romeo 159   | Alfa Romeo 1,5 L8S    | P | ШВА 5    | 500      | БЕЛ      |          | ВЕЛ    |          | ИТА Сход | ИСП 6    |          | 17    | 2    |
| 1951  | Enrico Platé        | Maserati 4CLT/48 | Maserati 4CLT 1,5 L4С | P |          | 500      | БЕЛ      | ФРА Сход | ВЕЛ    | ГЕР Сход |          |          |          | 17    | 2    |
| 1952  | Enrico Platé        | Maserati 4CLT/48 | Maserati Platé 2,0 L4 | P | ШВА 6    | 500      | БЕЛ      | ФРА Сход | ВЕЛ 19 | ГЕР      | НИД      | ИТА НКВ  |          | —     | 0    |
| 1953  | Enrico Platé        | Maserati A6 GCM  | Maserati A6 2,0 L6    | P | АРГ      | 500      | НИД 5    |          |        |          |          |          |          | 8     | 7    |
| 1953  | Частная заявка      | Maserati A6 GCM  | Maserati A6 2,0 L6    | P | АРГ      | 500      |          | БЕЛ 4    | ФРА 7  | ВЕЛ Сход | ГЕР 5    | ШВА Сход | ИТА Сход | 8     | 7    |
| 1954  | Частная заявка      | Maserati A6 GCM  | Maserati A6 2,0 L6    | P | АРГ 8    | 500      | БЕЛ Сход | ФРА      | ВЕЛ    | ГЕР      | ШВА      | ИТА      | ИСП Сход | —     | 0    |
| 1956  | Scuderia Centro Sud | Maserati 250F    | Maserati 250F 2,5 L6  | P | АРГ      | МОН      | 500      | БЕЛ      | ФРА    | ВЕЛ      | ГЕР      | ИТА 7    |          | —     | 0    |